# Umjetničko djelo
Umjetničko djelo općenito se odnosi na proizvod umjetničkog stvaranja. Pojam umjetnina tijekom svoje povijesti različito je određen. 
Djela likovne umjetnosti često se prikazuju u muzejima ili galerijama, ali mogu biti i u privatnom vlasništvu te su često nedostupna javnosti. 
Umjetnik koji prodaje svoj rad, ima malo utjecaja nad daljnom sudbinom rada, i nema financijske koristi od daljne prodaje.
Umjetničko djelo može biti izrađeno od različitih materijala. Umjetnička djela mogu biti djela likovne umjetnosti poput crteža, grafika, slika, fotografija, skulptura, građevina; ostvarenja u glazbi, književnosti; filmu, konceptualnoj umjetnosti i brojnim drugima.